# Bolovăniș
Bolovăniș – wieś w Rumunii, w okręgu Bacău, w gminie Ghimeș-Făget. W 2011 roku liczyła 929 mieszkańców.